# Simulium yonagoense
Simulium yonagoense är en tvåvingeart som beskrevs av Okamoto 1958. Simulium yonagoense ingår i släktet Simulium och familjen knott. Inga underarter finns listade i Catalogue of Life.